# Округ Карол (Илиноис)
Округ Карол (енгл. Carroll County) је округ у америчкој савезној држави Илиноис.

## Демографија
По попису из 2010. године број становника је 15.387, што је 1.287 (-7,7%) становника мање 2000. године.
| Група             | 2000.          | 2010.          |
| Белци             | 15.988 (95,9%) | 14.596 (94,9%) |
| Афроамериканци    | 91 (0,5%)      | 123 (0,8%)     |
| Азијати           | 68 (0,4%)      | 53 (0,3%)      |
| Хиспаноамериканци | 340 (2,0%)     | 437 (2,8%)     |
| Укупно            | 16.674         | 15.387         |